# Hö'elün
Hö'elün  (mongol bitchig : ᠥᠭᠡᠯᠦᠨ ; mongol cyrillique : Өэлүн, translittération latine : Öélün), née vers 1140 et morte en 1221, est une noble femme de l'Empire mongol et la mère de Temüjin, mieux connu sous le nom de Gengis Khan. Elle joue un rôle majeur dans son ascension au pouvoir, comme décrit dans l'Histoire secrète des Mongols.
Née dans le clan Olkhonud (en) de la tribu Onggirat, Hö'elün est à l'origine mariée à Chiledu, un aristocrate Merkit ; elle est capturée peu de temps après son mariage par Yesügei, un membre important des Mongols, qui l’enlève pour en faire sa principale épouse. Elle a de lui quatre fils et une fille : Temüjin, Qasar, Hachiun, Temüge et Temülen. Après que Yesügei a été mortellement empoisonné et que les Mongols ont abandonné sa famille, Hö'elün guide tous ses enfants à travers la pauvreté jusqu'à l'âge adulte. Sa résilience et ses capacités d'organisation sont soulignées par les historiens. Elle continue à jouer un rôle important après le mariage de Temüjin avec Börte : ensemble, les deux femmes gèrent son camp et lui ont fourni des conseils.
Hö'elün épouse Münglig, un ancien serviteur de Yesügei, en remerciement de son soutien après une défaite dommageable en 1187 ; au cours des décennies suivantes, elle arrange des mariages et maintient des alliances à la place de Yesügei. Elle est également fortement impliquée dans les conflits entre Gengis, ses frères et les fils de Münglig ; peut-être en raison du stress de la médiation, elle meurt peu de temps après à une date inconnue.

## Nom et sources

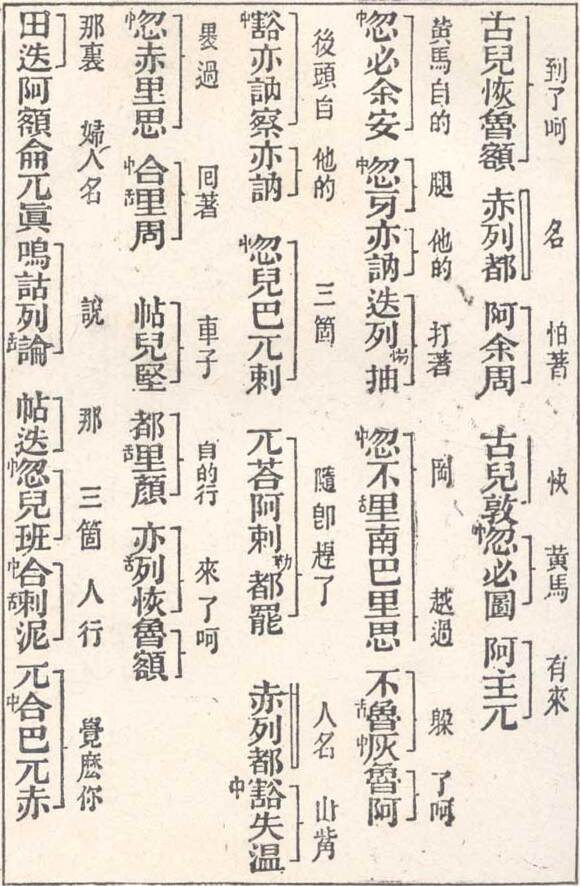
Edition chinoise de l'histoire secrète des mongols de 1908, passage où Hö'elün est capturée par Yesügei

Il n'existe pas de système de romanisation universel utilisé pour le mongol ; par conséquent, il existe de nombreuses orthographes modernes pour les noms mongols qui peuvent entraîner des prononciations considérablement différentes de l'original. Le nom Hö'elün peut prendre la forme Ö’elün avec le suffice Üjin, qui signifie « Dame ».
La plupart des informations connues sur la vie de Hö'elün proviennent de l'Histoire secrète des Mongols, un poème épique du milieu du XIIIe siècle qui raconte la formation de l'Empire mongol. La source est particulièrement favorable à Hö'elün et il est probable que son auteur anonyme ait eu des liens avec elle. Bien que sa chronologie soit souvent imparfaite et qu'elle insère de nombreux éléments poétiques dans le récit, l'Histoire secrète est considérée comme une source précieuse car elle ne supprime pas les détails gênants ; cela la distingue des autres sources, telles que le Jami al-tawarikh de l'historien persan du XIVe siècle Rashid al-Din.

## Biographie

### Jeunesse et premiers mariages

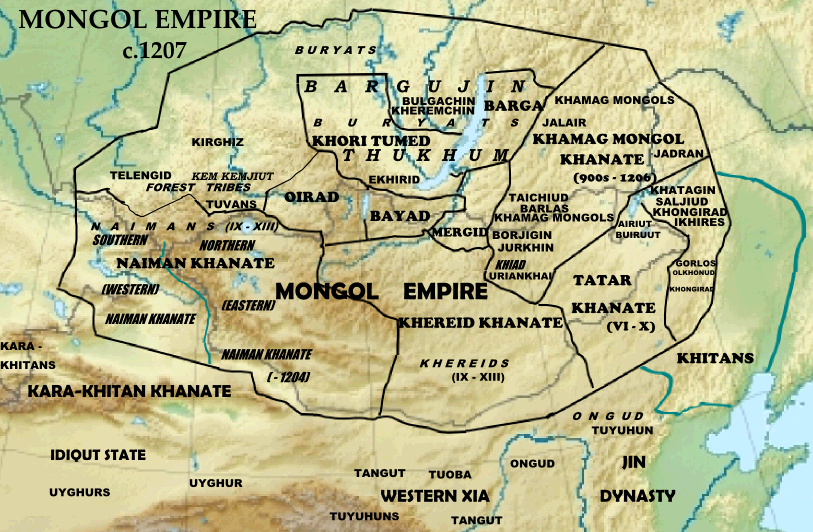
Tribus mongoles vers 1207. Les Olkhonud vivent à l'extrême est, près des Khitan ; les Borjigin tels que Yesügei vivent entre les Olkhonud et les Merkit.

Selon l'Histoire secrète, Hö'elün naît dans le clan Olkhonud (en) de la tribu Onggirat. Les Onggirat vivent le long de la chaîne de montagnes du Grand Khingan au sud de la rivière Argoun, dans l'actuelle Mongolie intérieure, tandis que les Olkhonud vivent près de la source de la rivière Khalkha,,. Elle grandit et devient une femme séduisante, et ses parents réussissent à lui arrangent un mariage avec Chiledu, le frère du chef de la tribu Merkit ; ils se marient lors d'une cérémonie officielle sur les terres d'Olkhonud alors qu'Hö'elün a environ quinze ans. Alors que le couple retourne dans la terre natale de Chiledu, ils sont pris dans une embuscade. Les Mongols en train d'effectuer la chasse au faucon ont remarqué la beauté et la bonne santé de Hö'elün — la chronique Altan Tobchi du XVIIe siècle prétend qu'ils déterminent sa fertilité d'après la couleur du sol sur lequel elle a uriné — et leur chef, un ba'atur aristocratique du clan Borjigin nommé Yesügei, décide de prendre Hö'elün comme sa propre épouse,. Comme les forces militaires de son mari sonten infériorité numérique et qu'il risque une mort certaine s'il reste avec elle, Hö'elün l'exhorte à fuir, lui donnant son chemisier pour qu'il puisse se souvenir de son odeur,.
La pratique de l'enlèvement de mariées n'est pas rare dans la steppe, mais selon l'historienne Anne Broadbridge, elle provoque des « faiblesses sociales à long terme » parmi les tribus, comme le montrent les événements ultérieurs de la vie de Hö'elün,. Bien que Chiledu n'ait jamais tenté de récupérer la mariée pour laquelle il a passé du temps et de l'argent à négocier, peut-être en raison de la renommée de Yesügei en tant que leader, les Merkit n'oublient pas ce geste qui dégénère en vendetta,. Hö'elün est également éloignée de sa famille Olkhonud, à laquelle elle ne pourrait demander de l'aide en cas de conflit.
L'enlèvement de Hö'elün est omis de la plupart des chroniques officielles et n'apparaît que dans l'Histoire secrète. Yesügei épouse en premier lieu une autre femme, généralement nommée Sochigel (en) par les historiens, qui donne naissance à un fils nommé Behter,. Néanmoins, Hö'elün devient ensuite l'épouse principale de Yesügei, pour des raisons qui ne sont pas entièrement claires. Broadbridge émet l'hypothèse que son éducation, qui l'avait auparavant rendue éligible pour être l'épouse appréciée du frère d'un chef, la place plus haut aux yeux de Yesügei qu'une femme de statut inférieur.
Hö'elün donne naissance à son premier fils et à celui de Yesügei à un endroit que l'Histoire secrète enregistre comme Delüün Boldog (en) sur la rivière Onon ; cet endroit est diversement identifié soit à Dadal dans la province de Khentii ou dans le sud de l'Okrug d'Agin-Bouriade, dans la Russie actuelle. L'année est également controversée, car différents historiens privilégient des dates différentes : 1155, 1162 ou 1167,,. Le garçon s'appelle Temüjin, un mot dont la signification est incertaine,,. [Parmi les nombreuses légendes entourant la naissance de Temüjin, la plus célèbre raconte qu'il serre un caillot de sang à sa naissance, un élément du folklore nomade indiquant qu'il serait un guerrier,. D'autres prétendent que Hö'elün est imprégnée par un rayon de lumière qui annonce le destin de l'enfant, une légende qui fait écho à celle de l'ancêtre mythique Alan Gua (en). Yesügei et Hö'elün ont trois autres fils, Qasar, Hachiun et Temüge, et une fille, Temülen. Les frères et sœurs grandissent au camp principal de Yesügei sur les rives de l'Onon, où ils apprennent à monter à cheval et à tirer à l'arc ; leurs compagnons comprennent Behter et son jeune frère Belgutei, les sept fils du serviteur de Yesügei, Münglig, et d'autres enfants de la tribu.

### Matriarche et conseillère
La mort de Yesügei en 1171 brise l'unité de sa communauté, qui comprend des membres des Borjigin, des Tayichiud et d'autres clans. Comme Temüjin n'a qu'environ dix ans et Behter environ douze, aucun des deux n'est considéré comme assez vieux pour régner. La faction Tayichiud exclut Hö'elün des cérémonies de culte des ancêtres qui suivent la mort d'un dirigeant et la pousse à abandonner son camp. L'Histoire secrète raconte que l'ensemble du clan Borjigin l'accompagne,. D'autre part, d'autres sources comme Rashid al-Din suggèrent que les frères de Yesügei soutiennent la veuve. Il est possible que Hö'elün ait refusé de se marier par lévirat avec l'un d'eux, ou que l'auteur de l'Histoire secrète ait dramatisé la situation,.
Toutes les sources s'accordent à dire que la plupart des gens de Yesügei renoncent à sa famille en faveur des Tayichiuds et que la famille de Hö'elün est réduite à une vie beaucoup plus dure,. Adoptant un mode de vie traditionnel de chasseurs-cueilleurs, ils ramassent des racines et des noix, chassent de petits animaux et pêchent du poisson. Le courage et la capacité d'adaptation de Hö'elün sont essentiels à la survie de sa famille.
Les tensions grandissent entre les enfants qui ont des prétentions sur les titres de leur père. Temüjin et son jeune frère Qasar tendent une embuscade à Behter et le tuent. Cet acte tabou est omis des chroniques officielles mais pas de l'Histoire secrète, qui raconte qu'Hö'elün les réprimande avec colère,.

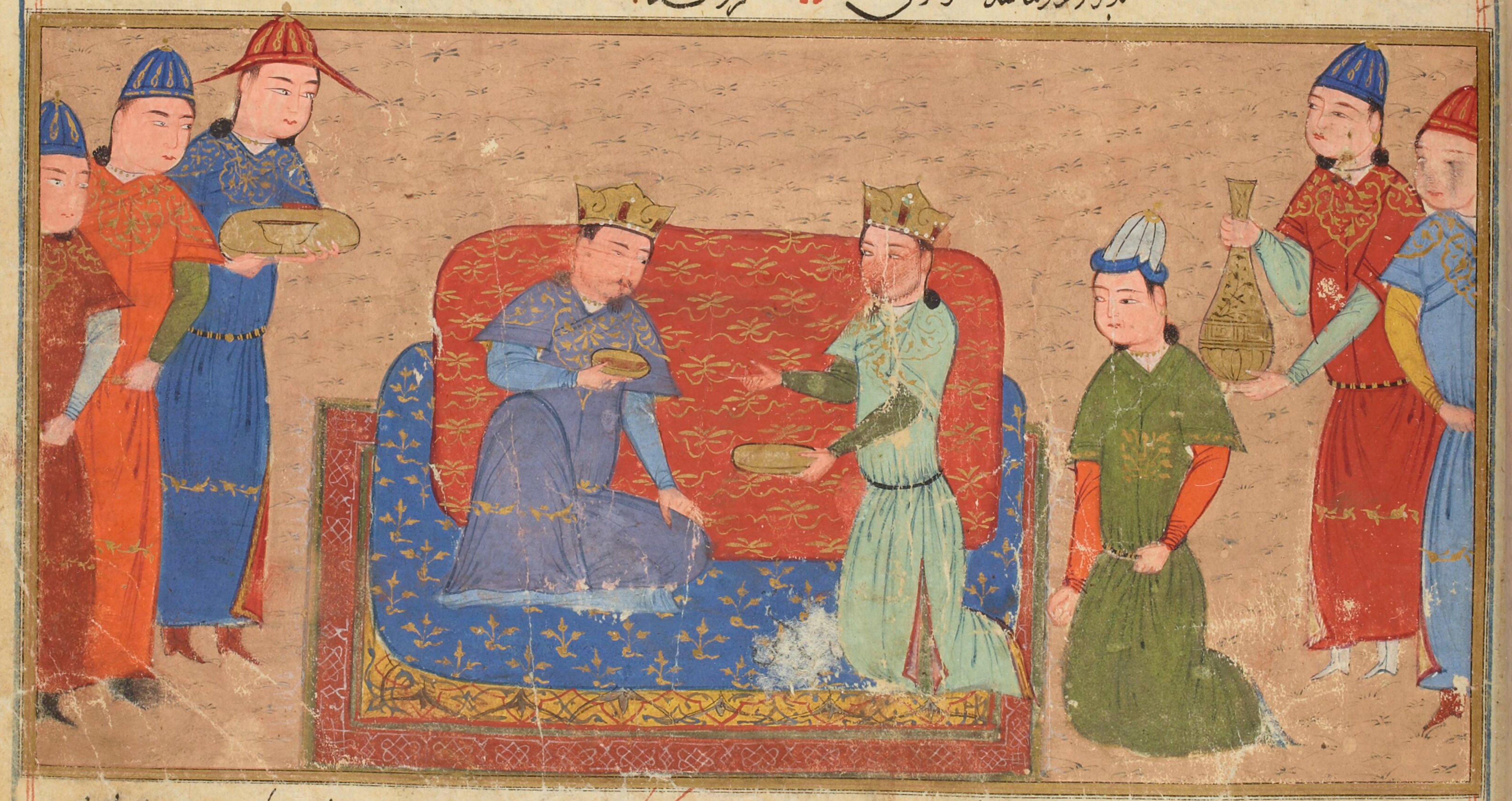
Rencontre de Temüjin avec Toghrul (Jami'al-tawarikh, XVe siècle)

Lorsque Temüjin épouse Börte à l'âge de quinze ans, ses parents donnent à Hö'elün un manteau de zibeline noire qui sert ultérieurement à Temujin en don diplomatique à Toghril, khan des Keraites,. Hö'elün aurait concédé certaines responsabilités dans la répartition du travail à sa nouvelle belle-fille : ensemble, elles gèrent l'économie et les ressources du camp de Temüjin, lui permettant ainsi de disposer d'une base à partir de laquelle il peut poursuivre ses campagnes militaires. Elle est présente lorsque Börte et Sochigel sont enlevés par les Merkits pour se venger de l'enlèvement de Hö'elün plusieurs années auparavant ; Börte est récupérée un an plus tard,. Les conseils de Hö'elün sont très appréciés par Temüjin : il se tourne d'abord vers elle et Börte pour obtenir des conseils lorsqu'il se sépare de Jamuqa, son ami devenu rival. Selon l'Histoire secrète, elle a également élevé de nombreux enfants trouvés comme demi-frères et sœurs pour ses enfants, mais des problèmes chronologiques indiquent que le plus célèbre, Shigi Qutuqu, a en fait été élevé par Börte,.
Après que Jamuqa eut vaincu Temüjin à la bataille de Dalan Baljut en 1187, beaucoup de ses partisans sont repoussés par son traitement cruel envers les partisans de Temüjin. Parmi eux figurent Münglig et ses fils ; leur abandon antérieur de la famille est ignoré et ils sont accueillis à tel point que Hö'elün épouse Münglig lors de son troisième et dernier mariage. Au cours des années suivantes, alors que les lieux et les activités de la famille de Temüjin sont presque totalement inconnus, il est probable que Hö'elün ait organisé des mariages pour son plus jeune fils Temüge et sa fille Temülen comme leur père le ferait normalement ; elle joue un rôle déterminant dans le maintien des alliances pendant que Temüjin s'enfuit sous la protection de la dynastie Jin en Chine,. Elle l'accompagne lorsqu'il revient dans la steppe en 1196.

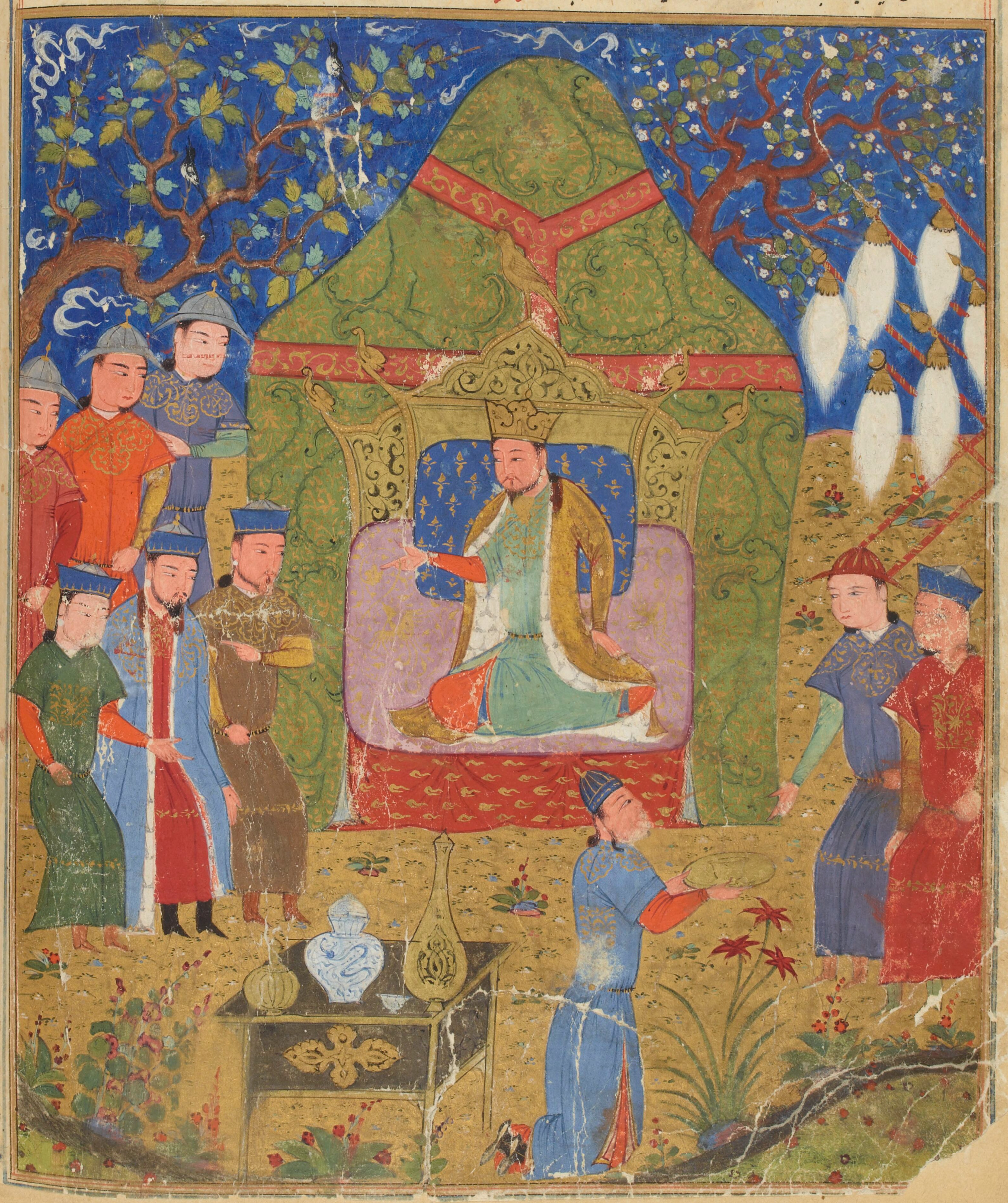
Le kurultai de 1206 (Jami'al-tawarikh, XVe siècle)

Le couronnement de Temüjin en 1206 et son accession au titre de Gengis Khan précèdent des troubles dans la vie personnelle de Hö'elün. Lors du qurultay, il redistribue les récompenses à sa cour. Hö'elün aurait reçu 10 000 disciples, mais comme ils lui sont accordés conjointement à elle et à son plus jeune fils Temüge, elle estime que cette récompense sous-estime son travail et ses réalisations. En revanche, Münglig a le privilège de s'asseoir à la droite du khan, faisant de lui le deuxième homme le plus puissant de la steppe ; à la lumière de ces événements, leur mariage est mis à rude épreuve,.

### Fin de vie
L'un des fils de Münglig, le chaman Kokechu, se lance également dans une querelle pour le trône de Gengis. Kokechu réussit à séparer Gengis de ses frères Qasar et Temüge, que Hö'elün défend vigoureusement ; plus tard, elle et Börte convainquent Gengis que Kokechu doit être éliminé, ce que Temüge accomplit dans un duel,. L'Histoire secrète prétend que Hö'elün, épuisée par ses efforts, meurt peu de temps après. Bien que certains historiens, comme Igor de Rachewiltz, aient qualifié cette œuvre de mélodrame poétique, on ne sait rien de plus de sa vie,. Hö'elün reçoit le nom posthume d'Impératrice Xuanyi (宣懿皇后<) à l'époque de la dynastie Yuan.